# Pedro Bonino Garmendia
Pedro Eduardo Bonino Garmendia (Montevideo, Uruguay, 25 de setiembre de 1937) es un ingeniero agrónomo y político uruguayo, quien se desempeñó como subsecretario del Ministerio de Agricultura y Pesca en 1985-1986 (denominado de Ganadería, Agricultura y Pesca a partir de 1986), como ministro de la misma cartera en 1986-1990 y como presidente del Instituto Nacional de Investigación Agropecuaria en 1997-2005.

## Primeros años
Nació en Montevideo el 25 de setiembre de 1937.
Cursó estudios en la Facultad de Agronomía de la Universidad de la República, donde se graduó como ingeniero agrónomo. 
Trabajó en el Ministerio de Ganadería a partir de 1968, y desde 1970 fue también técnico extensionista del Instituto Plan Agropecuario.
A partir de 1980 fue dirigente de instituciones rurales. Entre  otras, fue presidente de la Asociación Rural de San José entre 1983 y 1985,departamento en el que ha sido productor tambero.

## Subsecretario de Agricultura y Pesca
Con la restauración de la democracia en el país, el 1° de marzo de 1985 el nuevo presidente Julio María Sanguinetti y el ministro Roberto Vázquez Platero lo designaron subsecretario de Agricultura y Pesca. Sucedió en el cargo a Juan Carlos Jorge Hiriart.
Mediante el artículo 301 de la ley de Presupuesto 15.809 promulgada en abril de 1986, la cartera fue rebautizada como Ministerio de Ganadería, Agricultura y Pesca, nombre que conserva hasta la actualidad.

## Ministro de Ganadería, Agricultura y Pesca
Poco después, el 2 de junio de 1986, Bonino Garmendia sucedió al frente del Ministerio a Vázquez Platero.
Ocupó el cargo de ministro de Ganadería, Agricultura y Pesca hasta la finalización del gobierno de Sanguinetti en marzo de 1990. Fue acompañado como subsecretario inicialmente por Ricardo Lombardo, luego por Alberto Brause desde 1988 y finalmente por Alberto André a partir de 1989. 
Al asumir como nuevo presidente Luis Alberto Lacalle, Bonino fue sucedido como ministro por Álvaro Ramos.

## Presidente del Instituto Nacional de Investigación Agropecuaria
En abril de 1997 fue nombrado por el segundo gobierno de Sanguinetti como presidente del Instituto Nacional de Investigación Agropecuaria (INIA),sustituyendo a Juan Pedro Hounie. 
Permaneció en el cargo durante casi ocho años, cesando en marzo de 2005, cuando al comenzar la presidencia de Tabaré Vázquez fue sustituido por Pablo Chilibroste.

## Vida personal
Es hijo de Carlos M. Bonino y de Josefina Garmendia, casados en 1929.
Contrajo matrimonio en 1971 con María Cristina Macció,con quien tuvo tres hijos, Pedro Diego, Eduardo y Sebastián Bonino Macció.